# Tyler Barnhardt
Tyler Barnhardt, né le 13 janvier 1993 à Raleigh, est un acteur américain. Il est connu pour ses rôles de Matthew Roe dans la série télévisée américaine Underground et de Charlie St. George dans la série télévisée américaine 13 Reasons Why.

## Biographie

### Enfance
Tyler Barnhardt est né à Raleigh, en Caroline du Nord, et a grandi à Matthews dans la banlieue de Charlotte.
Il est diplômé du lycée David W. Butler en 2011. Il a obtenu un bachelor en beaux-arts et en théâtre à l'université de Caroline du Nord à Greensboro en 2015,.

### Carrière
En 2016, Tyler Barnhardt est apparu dans un épisode de Turn.
En 2017, il est choisi pour incarner Matthew Roe dans la deuxième saison de la série télévisée Underground et a eu un petit rôle dans la série Scorpion.
En 2019, il est choisi pour interpréter Charlie St. George dans la série télévisée américaine 13 Reasons Why à partir de la troisième saison,,,. Plus tard en 2019, il est choisi comme personnage principal dans la série télévisée Tales from the Loop.
En novembre 2019, Tyler Barnhardt fait la une du magazine Visual Tales.

## Filmographie
| Année     | Titre               | Rôle               | Notes                                                             |
| --------- | ------------------- | ------------------ | ----------------------------------------------------------------- |
| 2016      | Turn                | Sentry             | Épisode : Blade on the Feather                                    |
| 2016      | The Jury            | Michael Cleary     | Téléfilm                                                          |
| 2017      | Laura Gets a Cat    | Dylan              |                                                                   |
| 2017      | Essex               | Jake               | Court-métrage                                                     |
| 2017      | Underground         | Matthew Roe        | 3 épisodes                                                        |
| 2017      | Bull                | Carter Hayes       | Épisode : Le Choix du mensonge                                    |
| 2017      | Scorpion            | Airman Jacobs      | Épisode : L'union fait la force                                   |
| 2018      | Suspicion           | Marco              | Téléfilm                                                          |
| 2019      | The Passage         | Jacob              |                                                                   |
| 2019–2020 | 13 Reasons Why      | Charlie St. George | Personnage récurrent dans la saison 3, principal dans la saison 4 |
| 2020      | Tales from the Loop | Danny Jansson      | 3 épisodes                                                        |
| 2022      | Senior Year         | Blaine             | Film                                                              |